# Campeonato Alemán de Fútbol 1927
El Campeonato Alemán de Fútbol 1927 fue la 20.ª edición de dicho torneo.

## Fase final

### Octavos de final
- FC Núremberg 5-1 Chemnitzer BC
- FC Schalke 04 1-3 TSV 1860 Múnich
- Fortuna Düsseldorf 1-4 Hamburgo SV
- Holstein Kiel 9-1 Titania Stettin
- BSC Kickers 1900 Berlin 5-4 Duisburger SpV
- Sportfreunde Breslau 1-3 SpVgg Fürth
- VfB Königsberg 1-2 Hertha BSC
- VfB Leipzig 3-0 FV Breslau 06

### Cuartos de final
- Hamburgo SV 1-2 FC Núremberg
- Hertha BSC 4-2 Holstein Kiel
- SpVgg Fürth 9-0 BSC Kickers 1900 Berlin
- TSV 1860 Múnich 3-0 VfB Leipzig

### Semifinales
- FC Núremberg 4-1 TSV 1860 Múnich
- Hertha BSC 2-1 SpVgg Fürth

### Final
- FC Núremberg 2-0 Hertha BSC

|                                |
| Campeón FC Núremberg 5° título |